# Эстелада

«Синяя» эстелада

«Красная» эстелада

Эстела́да (астала́да) (кат. Estelada) — неофициальный флаг каталонских земель. Является символом борьбы за независимость Каталонии.
Возник как соединение традиционного каталонского флага (кат. Senyera) со звездой, вписанной в треугольник, — так называемая синяя Эстелада. Согласно ст. 3 временной конституции Каталонской Республики, принятой и утвержденной Учредительным собранием Каталонии, которое было созвано в изгнании в 1928 году на Кубе, в частности, предусматривала, что официальный флаг Каталонской республики должен состоять из четырёх красных полос на жёлтом фоне, с расположенной поверх него белой пятиконечной звездой в голубом треугольнике. Данный вариант был, во многом, продиктован примером флага Кубы, а также духом успешной войны за независимость на Кубе, которая официально провозгласила создание республики 20 мая 1902 года.
В 1960-х годах была образована Социалистическая партия национального освобождения каталонских территорий (Partit Socialista d’Alliberament Nacional dels Països Catalans). Партия придерживалась марксистской идеологии, поэтому цвет звезды был заменён на красный, так появилась красная Эстелада.